# 조구함
조구함(趙구함, 1992년 7월 30일~)은 대한민국의 유도 선수이다. 2014년 아시안 게임에서 3위를 했다. 이후 IJF 제주 그랑프리, 도쿄 그랜드슬램에서 연이어 우승했다. 리우데자네이루에서 열린 2016년 하계 올림픽에 참가하였으며 2021 도쿄올림픽에서 은메달을 획득했다.
2021년 치러진 2020년 하계 올림픽 -100kg급에서 은메달을 획득하였다.

## 수상
- 2018 세계 유도선수권대회 남자 100kg급 금메달
- 2018 제18회 자카르타-팔렘방 아시안게임 유도 혼성 단체전 동메달
- 2018 제18회 자카르타-팔렘방 아시안게임 유도 남자 100kg 이하급 은메달
- 2018 후허하오터 그랑프리 국제유도대회 남자 100kg급 금메달
- 2018 파리 그랜드슬램 국제유도대회 남자 100kg급 은메달
- 2017 도쿄 그랜드슬램 국제유도대회 남자 100kg급 금메달
- 2015 도쿄 그랜드슬램 국제유도대회 남자 100kg급 은메달
- 2015 제주 그랑프리 국제유도대회 남자 100kg급 금메달
- 2015 제 28회 광주 하계유니버시아드 남자 100kg급 금메달
- 2014 도쿄 그랜드슬램 국제유도대회 남자 100kg급 금메달
- 2014 제주 그랑프리 국제유도대회 남자 100kg급 금메달
- 2014 제17회 인천 아시안게임 유도 남자 100kg급 동메달
- 2013 제27회 카잔 하계유니버시아드 유도 남자 100kg이상급 금메달
- 2013 파리 그랜드슬램 국제유도대회 남자 +100kg이상급 동메달
- 2012 몽골 월드컵 국제유도대회 남자 +100kg이상급 금메달
- 2012 뒤셀도르프 그랑프리 국제유도대회 남자 +100kg이상급 동메달
- 2011 도쿄 그랜드슬램 국제유도대회 남자 +100kg이상급 은메달
- 2011 코리아 월드컵 국제유도대회 남자 +100kg이상급 금메달

## 학력
- 춘천 우석초등학교 졸업
- 청주 대성중학교 졸업
- 청주 청석고등학교 졸업
- 용인대학교 졸업